# Huglfing

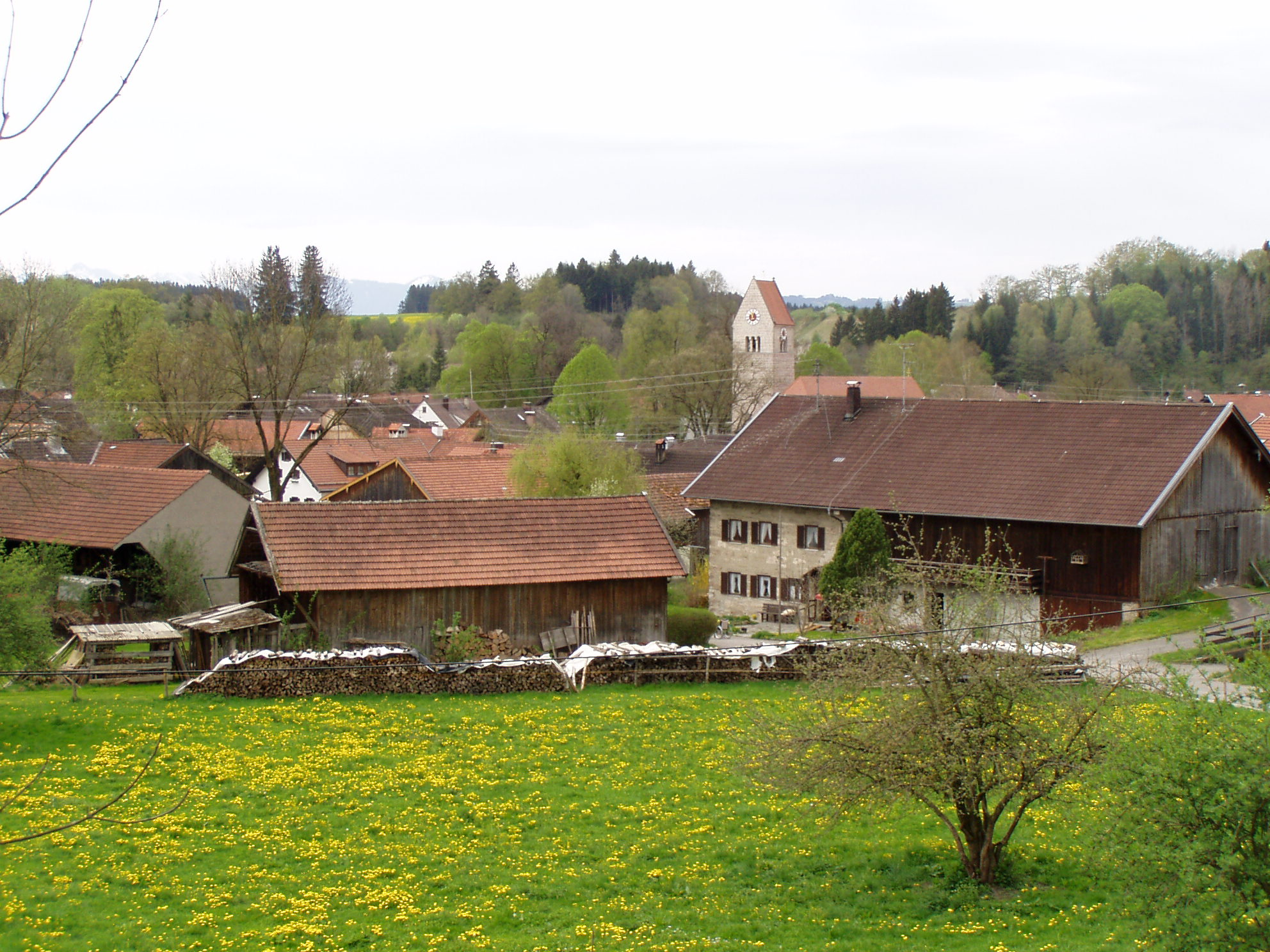
Huglfing von Osten

Huglfing ist eine Gemeinde im oberbayerischen Landkreis Weilheim-Schongau im Pfaffenwinkel.

## Geografie
Umgeben von eiszeitlichen Moränenhügeln liegt der Ort Huglfing auf einer Höhe von 625 m ü. NHN. Durch das Tal zieht sich der Hungerbach. Huglfing liegt an der Bahnstrecke München–Garmisch-Partenkirchen, etwa 60 km südlich von München. Die Bundesstraße 472 von Bad Tölz nach Schongau führt durch die Gemeinde (insbesondere durch den Hauptort).
Es gibt sechs Gemeindeteile (in Klammern ist der Siedlungstyp angegeben):
- Deimenried (Einöde)
- Grasleiten (Einöde)
- Huglfing (Pfarrdorf)
- Rameck (Weiler)
- Rechetsberg (Einöde)
- Steinweiler (Einöde)

## Geschichte

### Bis zur Gemeindegründung
Älteste Funde menschlicher Aktivität auf Huglfinger Gebiet stammen aus der Jungsteinzeit, sie wurden am Ochsenbuckel und in der „Großen Au“ gefunden. Aus der Bronzezeit stammen Hügelgräber und aus der Hallstattzeit bzw. La-Tène-Zeit gibt es Urnenfelder.
Gegründet wurde Huglfing vermutlich um 510 n. Chr. Die erste urkundliche Erwähnung erfolgte im Jahr 1030 unter der Bezeichnung Hugolvingen. Der Name ist zusammengesetzt aus dem germanischen Namen „Hugolf“ und der Endung „ingen“, wobei der germanische Name Hugu Sinn, Verstand, Geist und Gedächtnis bedeutet. Die zweite Silbe ingen verweist auf eine Sippenzugehörigkeit. Huglfing befand sich früher im Besitz der Grafen von Eschenlohe, später wurde es dann an die Bischöfe von Augsburg verkauft. Im Jahre 1332 ging Huglfing als Schenkung durch Kaiser Ludwig dem Bayer vom Hochstift Augsburg in das Eigentum von Kloster Ettal über. Ab dem 14. Jahrhundert hatten die „Edlen von Ramung“ ein Schloss im heutigen Ortsteil Rameck. Ein Großbrand vernichtete 1500 zahlreiche Anwesen und beschädigte die hochmittelalterliche Pfarrkirche schwer. Am Hungerbach befanden sich mehrere Mühlen, darunter die Mittermühle, die Kirchmühle und die Moosmühle. Bis zur Säkularisation in Bayern im Jahre 1803 gehörten zwei Drittel der Anwesen dem Kloster Ettal. Das ehemals reichsunmittelbare Kloster teilte sich die gerichtliche Zuständigkeit mit dem bayerischen Landgericht Weilheim und auch das Kloster Polling besaß hier einen Edelsitz. Huglfing wurde im Zuge der Verwaltungsreformen im Königreich Bayern 1818 eine selbständige politische Gemeinde, die zum Landgericht Weilheim gehörte.

### Verwaltungsgemeinschaft
Die Gemeinde gehört seit der Gemeindegebietsreform 1978 der Verwaltungsgemeinschaft Huglfing an.

### Einwohnerentwicklung
Zwischen 1988 und 2018 wuchs die Gemeinde von 1959 auf 2833 um 874 Einwohner bzw. um 44,6 %.
| Jahr          | 1840 | 1871 | 1900 | 1925 | 1939 | 1950 | 1970 | 1987 | 1991 | 1995 | 2000 | 2005 | 2010 | 2015 | 2020 |
| Einwohnerzahl | 636  | 650  | 776  | 892  | 897  | 1442 | 1516 | 1864 | 2070 | 2273 | 2362 | 2454 | 2563 | 2725 | 2933 |

## Wirtschaft
In Huglfing befindet sich der Sitz des deutschen Waffenherstellers Oberland Arms KG; Hersteller halbautomatischer Langwaffen für den sportlichen Gebrauch, die Jagd und für Behörden.

## Politik

### Gemeinderat
Die Gemeinderatswahl 2020 ergab folgende Sitzverteilung:
- CSU/Freie Bürger Huglfing: 7 Sitze
- SPD/Parteifreie: 7 Sitze

### Bürgermeister
Erster Bürgermeister ist Markus Huber.

### Wappen
| Wappen von Huglfing | Blasonierung: „Über blauem Schildfuß, darin ein liegendes, nach links gerichtetes silbernes Kreuz, in Silber ein auffliegender roter Falke.“ |
| Wappen von Huglfing | Wappenbegründung: Das Gemeindewappen weist mit dem liegenden Kreuz auf die historische Bindung zu den Klöstern Ettal und Polling hin. Über dem Kreuz befindet sich ein auffliegender Falke aus dem Stammeswappen der Roming (Rameck). Dieses Wappen wird seit 1977 geführt. |

## Sehenswürdigkeiten
- Pfarrkirche St. Magnus

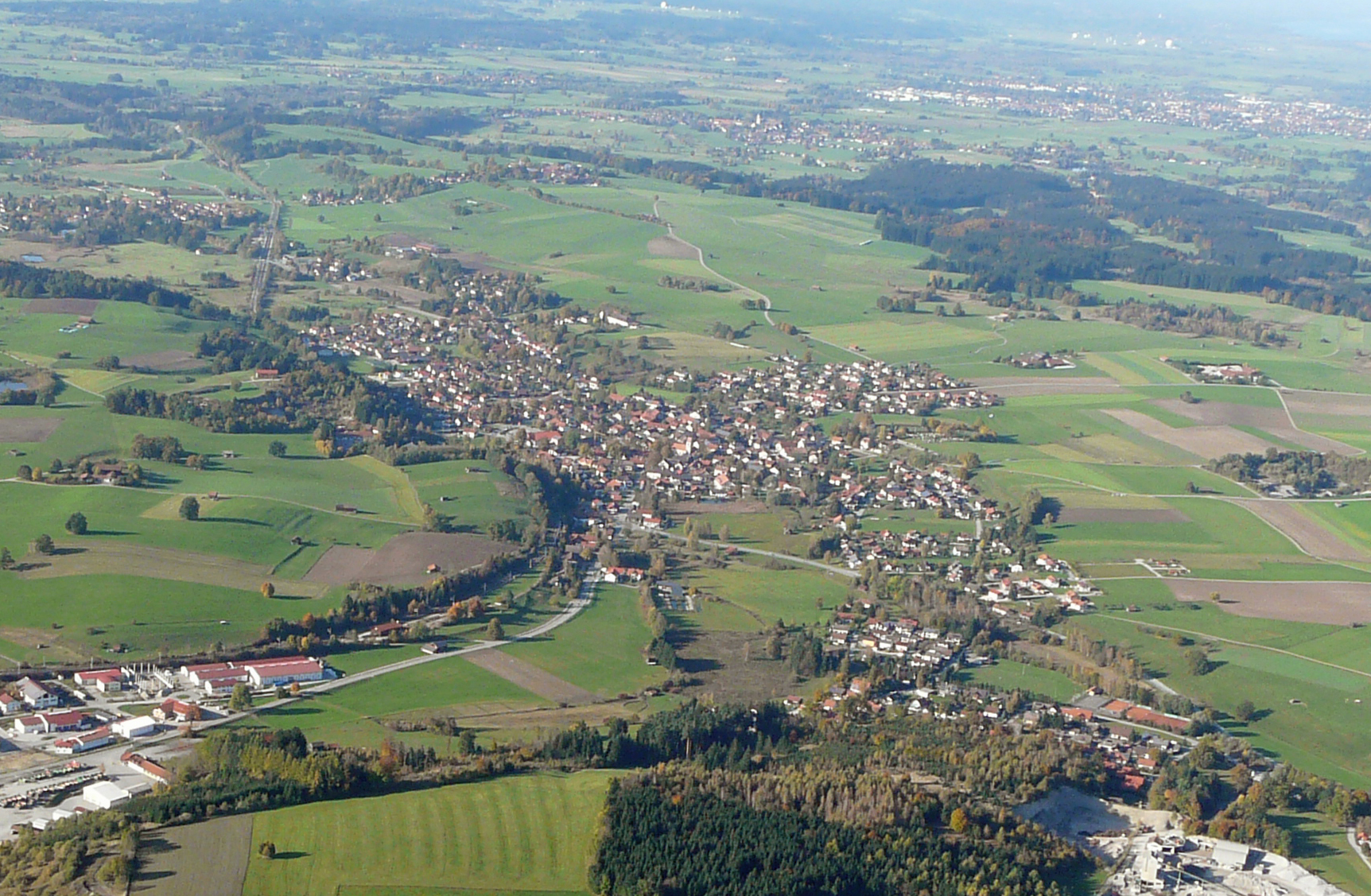
Huglfing von Süden

- Sebastianskapelle mit Rokoko-Stuckwerk
- Wallfahrtskirche St. Johann

## Persönlichkeiten
- Waldemar von Knoeringen (* 6. Oktober 1906 im Gemeindeteil Rechetsberg; † 2. Juli 1971 in Bernried), Politiker
- Rita Modl (* 1983), Spieleautorin und Fotodesignerin, in Huglfing aufgewachsen
- Franz-Xaver Zeller (* 12. Juli 1989 in Huglfing), Schauspieler